# Leonor de Velasco Álvarez
Leonor de Velasco Álvarez (Bogotá, 30 de julio de 1907-14 de enero de 1975) fue una dama de sociedad colombiana.  
Llegó a ser la primera dama de la nación de Colombia a raíz de su matrimonio con el electo presidente del país, Miguel Abadía Méndez, a pocos días de su posesión presidencial, siendo un hecho histórico sin precedentes en ese país.

## Biografía
Leonor de Velasco y Álvarez nació en Bogotá, el 30 de julio de 1907, en el seno de una familia aristocrática de la ciudad, con parentela que se remonta hasta la independencia de su país. Realizó sus estudios primarios y secundarios en una escuela católica femenina, Colegio de María Auxiliadora, en Bogotá.

### Primera dama de Colombia (1926-1930)
El 5 de junio de 1926, a la edad de diecinueve años, se casó con Miguel Abadía Méndez, Presidente electo de Colombia, y cuarenta años mayor que ella, en una ceremonia oficiada por el entonces Nuncio Apostólico en Colombia, Paolo Giobbe. El matrimonio entre Abadía Méndez, quien era viudo y se casaba por segunda vez, y Velasco Álvarez es el único matrimonio presidencial de Colombia.
Durante la administración Abadía, Leonor realizó los llamados "Recibos de Palacio", que se realizaban los primeros jueves de cada mes, y a los que asistían diplomáticos y eran invitadas las personas más prestantes de la sociedad bogotana, reuniones celebradas en la tarde para hablar sobre la actualidad nacional, siendo una estrategia de posicionamiento y consolidación del Gobierno.

### Vida posterior
Con la salida del gobierno de su esposo, Leonor llevó una vida tranquila en la finca "Tegualda", que adquirió su marido en Choachí, y que llamó así en honor a su suegra, la escritora Mercedes Álvarez de Flores, quien llevaba ese seudónimo.
Allí falleció su marido, a los 80 años.

## Familia
Leonor de Velasco Álvarez era hija menor del empresario Enrique Alonso de Velasco Patiño, y de la escritora Mercedes Álvarez Hurtado, siendo sus hermanos María, Mercedes, Jorge y Hernando de Velasco Álvarez.
Su madre era hija de Manuel de Bernardo Álvarez Uribe, quien a su vez era nieto del político y expresidente de Colombia, Manuel de Bernardo Álvarez del Casal. Álvarez, a su turno, era tío materno del prócer y expresidente Antonio Nariño y Álvarez del Casal, sobrino político a su vez del expresidente Jorge Tadeo Lozano, quien era cuñado de Álvarez.
Así mismo, la abuela materna de Leonor era la también escritora Mercedes Hurtado y Pontón, también de una familia tradicional. Su hermano Jorge contrajo matrimonio con Inés Jaramillo Ferro, hija del economista y exministro Esteban Jaramillo Gutiérrez.

### Matrimonio
Como ya se mencionó, a los 19 años se casó con el político y electo presidente Miguel Abadía Méndez, el 5 de junio de 1926, días antes de la posesión de su marido, quien era viudo hacia varios años.
Su esposo había estado casado con Felisa Santamaría Restrepo, cuyo cuñado era Pablo Barriga (esposo de su hermana Paulina Santamaría), primo a su vez de Sixta Pontón de Santander, la esposa del expresidente Francisco de Paula Santander. Con Felisa, Miguel tuvo a sus hijos Fidel, Germán, Gabriel, Santiago y Soledad Abadía Santamaría.
Con Abadía, Leonor no dejó descendencia, pese a haber estado casada con él por casi 20 años. Lo anterior se dio por la avanzada edad de Abadía, quien al momento de su matrimonio tenía 59 años.